# Huracán Donna
El huracán Donna en la Temporada de huracanes del Atlántico de 1960 fue un huracán tipo Cabo Verde, que se trasladó a través de la islas de Sotavento, Puerto Rico, La Española, Cuba, Las Bahamas, y todos los estados de la Costa Este de los Estados Unidos. El huracán Donna tiene el récord de mantener la categoría de huracán mayor (categoría 3 o mayor en la escala Saffir-Simpson) en la cuenca del Atlántico durante el mayor período. Durante nueve días, desde el 2 de septiembre al 11 de septiembre Donna tuvo constantemente vientos máximos sostenidos de al menos 185 km/h (115 mph). Desde el momento en que se convirtió en una depresión tropical hasta cuando se disipó después de convertirse en tormenta extratropical, Donna recorrió el Atlántico desde el 29 de agosto al 14 de septiembre, un total de 17 días. Al cruzar el Atlántico, Donna brevemente logró categoría 4 de alta gama.
Fuertes lluvias y vientos huracanados se registraron en las islas de Sotavento, Puerto Rico, las Islas Vírgenes de los Estados Unidos, las Bahamas y el este de Estados Unidos. Estos vientos produjeron unas pérdidas significativas a los cultivos de frutas en Florida. Una marejada de hasta 4 m (13 pies) afectó a los Cayos de Florida. El ciclón causó miles de millones de dólares en daños y mató al menos a 364 personas.

## Historial meteorológico

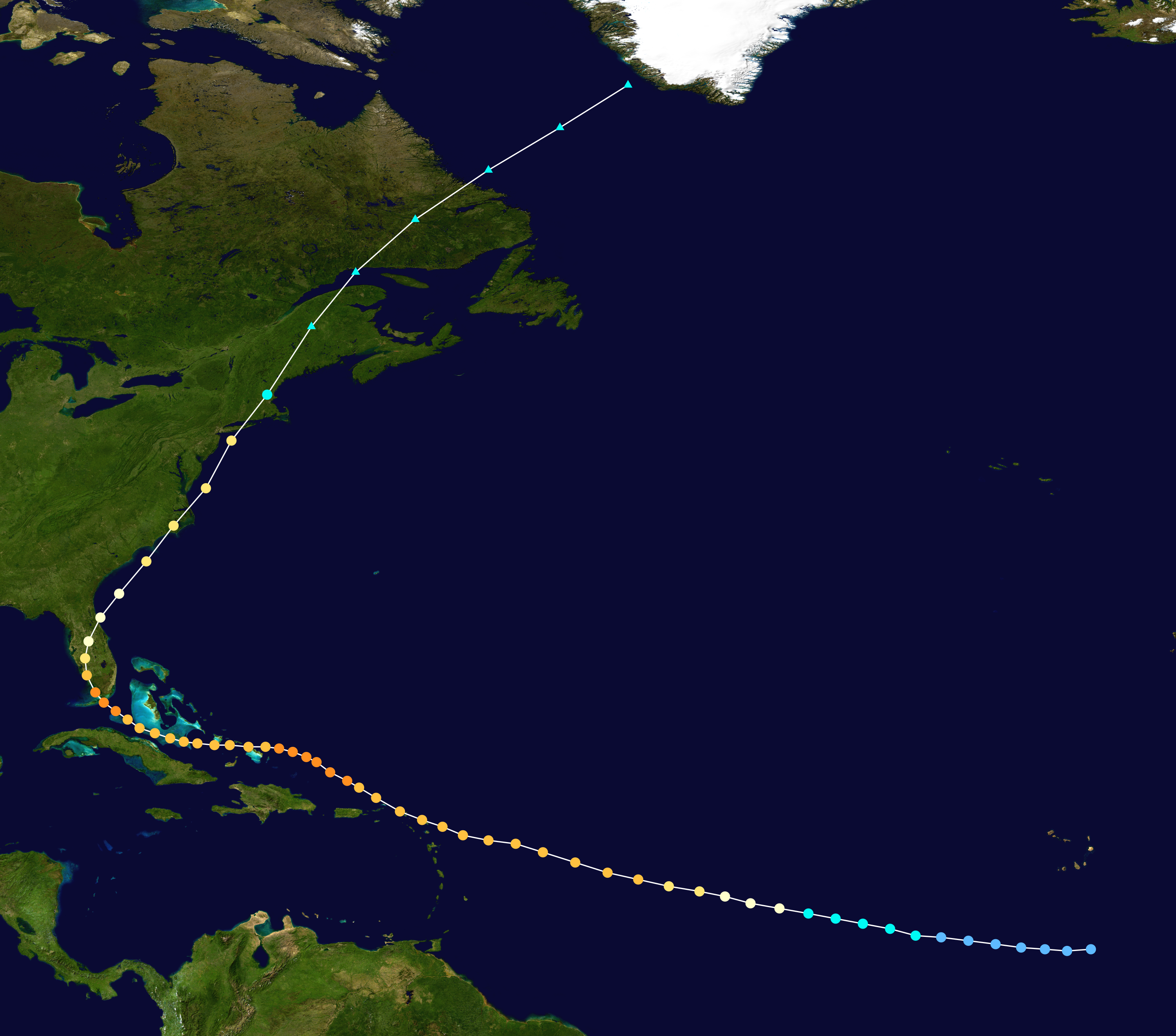
Recorrido de la tormenta.

El precursor de esta tormenta fue una perturbación tropical bien organizada, que se alejó de la costa de África el 28 y 29 de agosto. El accidente de un avión en Dakar el 29 se atribuyó a esta perturbación. Antes de llegar a las islas de Cabo Verde, el sistema estaba lo suficientemente bien organizado para ser considerada como una depresión tropical el mismo día 29. En el 30, el sistema se convirtió en la tormenta tropical Donna. Moviéndose hacia el oeste, la intensificación continuó, con lo que el ciclón consiguió fuerza de huracán el 1 de septiembre. Durante nueve días, desde el 2 de septiembre al 11, siempre tuvo Donna vientos máximos sostenidos de al menos 185 km/h (115 mph) mientras se movía al oeste-noroeste, hasta lograr categoría 4. Donna pasaó a través de la más nororiental de las Islas de Sotavento, posteriormente no tocó Puerto Rico por 110 km (68 mi) hacia el norte. El huracán bordeó la costa de Cuba el 9 antes de dirigirse a los Cayos de Florida.
La tormenta hizo su primera entrada en Florida en la comunidad de Marathon, en Key Vaca en el centro de los Cayos de la Florida. En ese momento, Donna era un huracán de categoría 4 con vientos sostenidos máximos de 225 km/h (140 mph) y ráfagas de hasta 290 km/h (180 mph), con una presión central mínima de 930 mbar.
La tormenta cruzó el golfo de México y cambió su curso hacia el norte. Donna viajó en paralelo a la costa suroeste de Florida, hasta que tocó tierra por segunda vez en Florida entre Naples y Fort Myers, una vez más como un huracán de categoría 4. Después de cruzar la península de Florida, continuó hacia el norte y se trasladó hacia el océano Atlántico, cerca de Daytona Beach. Donna se dirigió hacia la costa este, e hizo otra entrada en tierra en Carolina del Norte. La tormenta terminó su viaje en Nueva Inglaterra, con una entrada final en Long Island, Nueva York.
Donna, a diferencia del huracán Charley, que siguió una trayectoria similar en 2004, fue una tormenta de movimiento lento. Donna dejó entre 250 y 300 mm de lluvia en la mitad sur de la Florida, junto con alrededor de 175 mm en la mitad norte. Desde el momento en que se convirtió en una depresión tropical hasta que se disipó después de convertirse en tormenta extratropical, Donna recorrió el Atlántico desde el 29 de agosto al 14 de septiembre, un total de 17 días.

## Preparativos
Al mediodía del 3 de septiembre, una alerta de huracán fue emitida para las islas de Sotavento, que a las 6 p. m. se actualizó a una advertencia. También a las 6 p. m., avisos de huracán se plantearon para Puerto Rico y la Islas Vírgenes, que a las 6 a. m. el día 4, se realizaron actualizaciones a advertencias. A las 6 a. m. el día 5, se lanzaron advertencias de huracán para las islas de Sotavento, y a las 9 a. m., las advertencias para el suroeste de Puerto Rico y las Islas Vírgenes fueron degradados a avisos de temporal. A las 7 de la mañana del 7 condiciones de huracán se consideraron posibles para el sureste de Bahamas, con precaución preliminares planteadas por las Bahamas centrales. A las 1:30 p. m., una alerta de huracán fue emitido para la costa de Florida, desde Key West a Melbourne. Las rutas a Fort Lauderdale Beach fueron cerradas antes de la llegada de la tormenta. A las 11 de la mañana del 8 de condiciones de huracán se consideraron posibles en la costa oeste de Cayo Romano en Cuba, y avisos de huracán fueron actualizados a advertencias de huracán desde Key West a Key Largo, con avisos de huracán planteados en la costa oeste hacia el norte a Fort Myers. A las 5 p. m., avisos de temporal se emitieron desde Key Largo hasta Vero Beach.

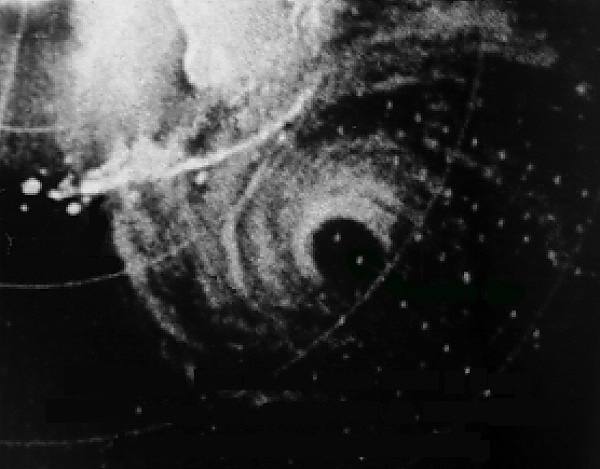
El huracán Donna aproximándose a los Cayos de Florida.

El día 9 a las 11 horas, las advertencias de huracán estaban en efecto para el sur de Florida desde Fort Lauderdale a Punta Gorda, mientras que los nuevos avisos de temporal se plantearon desde Punta Gorda a San Marcos y Lago Okeechobee. A la 1 p. m., una vigilancia de huracán estaba en efecto desde Punta Gorda a Cedar Key, mientras que una vigilancia de huracán continua entre Fort Lauderdale y Melbourne. A las 11 horas, las advertencias de huracán se extendieron hacia el norte de Melbourne y Clearwater, así como el Lago Okeechobee. A las 5 a. m. del día 10, las advertencias de huracán se extendieron hacia el norte de Daytona Beach y Cedar Key. Se emitieron advertencias de Daytona Beach a Savannah. A las 5 p. m., avisos de temporal se extendieron hacia el norte de Myrtle Beach. A las 11 p. m., las advertencias de huracán se redujeron en la Cayos de la Florida pero se extendieron hacia el norte de Daytona Beach a Savannah, Georgia.
A las 11 a. m. el día 11, todas las advertencias se redujeron al sur de Vero Beach y a lo largo de la costa oeste de Florida, mientras que las alertas de huracán se extendieron hacia el norte desde Savannah a Myrtle Beach. A las 5 p. m., se redujeron las advertencias de huracán al sur de Fernandina Beach, mientras se extendía hacia el norte para incluir a toda la costa de Carolina del Norte. Se emitieron advertencias hacia el norte hasta el Cabo de mayo. A las 9 p. m., las advertencias de huracán se extendieron hacia el norte a Portsmouth, Nuevo Hampshire, mientras avisos de temporal y una alerta de huracán se emitieron hacia el norte a Eastport, Maine. Los buques atracados en el puerto en Newport, Rhode Island entraron en la bahía para capear el temporal. El día 12 a las 5 a. m., las advertencias de huracán se extendieron hacia el norte hasta Eastport, y bajadas al sur de Cabo Hatteras. A las 7 de la mañana, se redujeron las advertencias de huracán al sur de Cabo Charles. A las 2 p. m., se lanzaron advertencias de huracán al sur de Cape May. A las 5 de la tarde, se suspendieron las alertas de huracán al sur de Manasquan, Nueva Jersey. A las 8 p. m., las advertencias de huracán expiraron al sur de Block Island. A las 11 p. m. el 12 de septiembre, todas las advertencias de huracán se habían reducido.

## Impacto
El huracán Donna fue un huracán muy destructivo, causó daños desde las Antillas Menores a Nueva Inglaterra. Al menos 364 personas murieron por el huracán y más de $900 millones de dólares en daño (1960 USD).

### Islas de Sotavento
Una estación meteorológica en la isla de San Martín informó de un viento sostenido de 195 km/h y 952 en la lectura de la presión en el aeropuerto principal. Causó daños muy extensos en la isla, mató a siete personas y dejó al menos un cuarto de la población sin hogar en la isla. En la isla de Anguila condiciones similares podrían haberse sentido debido a su proximidad a la isla de San Martín que está a solo a unos 5 kilómetros. Durante el paso del huracán Donna Anguila registró una muerte, una mujer. La mujer murió cuando el techo de su casa se derrumbó. En St. Thomas se reportaron ráfagas de 66 km/h cuando el centro de Donna pasó a 55 km al norte de la isla. En Puerto Rico, Donna produjo mareas de tormenta de 1,2 y 1,8 m.
Donna mató a siete personas y causó daños mínimos al pasar sobre las islas Vírgenes. Una gran parte del este de Puerto Rico recibió más de 255 mm de lluvia. Aunque el centro de la tormenta pasó a 135 km de la costa, las bandas exteriores de lluvia trajeron consigo fuertes lluvias que causaron graves inundaciones que mataron a 107 personas (85 de ellas en Humacao).

### Bahamas
Las Islas Turcas y Caicos escaparon de la peor parte del huracán, recibiendo solo vientos entre 80 a 100 km/h y 300mm de lluvia que cayó en un período de doce horas. En las Bahamas, el anemómetro en Isla Ragged volaron después de registrarse ráfagas de viento de 240 km/h (149 mph). En Mayaguana, los vientos con fuerza de huracán se extendieron durante 13 horas. Muchos de los residentes se refugiaron en una cercana estación de rastreo de misiles. Varias comunidades de las islas de las Bahamas centrales fueron arrasadas. Caicos del Norte informó de 510mm de lluvia en 24 horas. A pesar del impacto, no hubo muertes y las estimaciones de los daños no están disponibles.

### Florida
-

| Posición | Huracán        | Temporada | Coste (2005 USD)   |
| -------- | -------------- | --------- | ------------------ |
| 1        | “Miami”        | 1926      | $157 mil millones  |
| 2        | “Galveston”    | 1900      | $99.4 mil millones |
| 3        | Katrina        | 2005      | $81.0 mil millones |
| 4        | Sandy          | 2012      | $47.0 mil millones |
| 5        | “Galveston”    | 1915      | $68.0 mil millones |
| 6        | Andrew         | 1992      | $55.8 mil millones |
| 7        | “New England”  | 1938      | $39.2 mil millones |
| 8        | “Cuba–Florida” | 1944      | $38.7 mil millones |
| 9        | “Okeechobee”   | 1928      | $33.6 mil millones |
| 10       | Donna          | 1960      | $26.8 mil millones |
|          |                |           |                    |

Donna fue el primer huracán en afectar a Miami desde octubre de 1950. Los vientos sostenidos fueron mayores de 150 km/h en Fort Myers y de 105 km/h en Key West. Florida sufrió pérdidas significativas debido a Donna, más que cualquier otro estado. Los daños en los cayos, en el punto original de entrada a tierra fueron más grave, donde los vientos de Donna y la marea de tormenta destruyeron muchos edificios y buques. Se informó de una marejada de 4 m en Marathon.
Algunas partes del sur y el oeste de la Florida recibió más de 255 mm de lluvias por el huracán. Grandes extensiones de manglares de los bosques se perdieron en la parte occidental del parque nacional Everglades, mientras que al menos el 35 por ciento de la población de garzas blancas en el parque perdieron la vida. Un total de 35% de la cosecha de pomelo del estado se perdió, el 10% de la cosecha de naranja y mandarina, y la cosecha de aguacate fue casi completamente destruida. Donna fue el ciclón tropical más perjudicial en Florida hasta ese momento. El día después de la llegada de la tormenta, el presidente Dwight D. Eisenhower declarada zona de desastre desde los Cayos hasta Florida Central.

### Otros lugares de la costa Este
Aunque debilitado, Donna causó un daño considerable y generalizado desde las Carolinas hasta Nueva York. El Condado de Beaufort, Carolina del Sur, por ejemplo, vio muchos árboles desarraigados, las líneas eléctricas derribadas, casas sin techo, los muelles destruidos, y daños significativos a los cultivos de maíz y soja. Ráfagas de viento de 170 km/h se registraron en la costa oriental de bahía de Chesapeake. Vientos máximos sostenidos de 170 km/h con ráfagas de 185 km/h se informaron en Long Island y Rhode Island. La marejada llegó a valores de 3,5m en el puerto de Nueva York, destruyendo muelles en la zona.
El Observatorio de Cerro Azul de Massachusetts reportó ráfagas de más de 230 km/h. Los fuertes vientos del suroeste se asociaron con Donna en Chatham, en combinación con muy poca lluvia, llevó a un importante depósito de salitre en las ventanas que dan al suroeste. Muchos de los árboles y arbustos vieron sus hojas de color marrón debido a la sal. De 130 a 250 mm de lluvia cayó desde el noreste de Carolina del Norte hasta Maine. Cincuenta personas murieron en los Estados Unidos, con daños por un total de 3,35 mil millones dólares (2006 USD). Donna cruzó directamente sobre la Torre Texas, causando graves daños a la estructura. Fue el único huracán que afectó a todos los estados a lo largo de la costa este con vientos huracanados.

## Consecuencias y retirada
En Marathon, un gran programa de reconstrucción rehabilitó el cayo por Navidad. Los arrecifes de coral fueron dañados en Cayo Largo Santuario Marino Nacional por el huracán. Donna causó un impacto negativo significativo en la vida acuática en el norte de la bahía de Florida. La vida marina desapareció, al retirarse el agua salada que había sido impulsada hacia el interior o muertos por aguas turbias a su paso. El agotamiento de oxígeno debido a los animales que perecieron por el huracán causó la mortalidad adicional. Aunque los niveles de salinidad volcieron a la normalidad a las de seis semanas, las concentraciones de oxígeno disuelto se mantuvo muy bajo durante un tiempo más largo. La vida marina fue escasa durante varios meses en las zonas de mayor agotamiento del oxígeno. La pesca deportiva en el área tardó unos meses en recuperarse. El camarón rosado se mudó desde sus zonas de cría en estuario a en aguas más profundas a 95 km)) en alta mar, donde posteriormente fueron capturados por los pescadores.
Debido a sus efectos devastadores y la elevada mortalidad asociada con el huracán, el nombre de Donna fue retirado y nunca más será utilizado para un huracán del Atlántico, el nombre fue sustituido por Dora en 1964.
Donna fue una de las cinco raras tormentas Cabo Verde en golpear la parte continental de EE. UU. después de ser nombrado. Otras tormentas fueron Hugo en 1989, Huracán Georges en 1998, Isabel en 2003 e Iván in 2004.